# Unione Sportiva Pro Vercelli 1926-1927
Questa voce raccoglie le informazioni riguardanti la Unione Sportiva Pro Vercelli nelle competizioni ufficiali della stagione 1926-1927.

## Stagione
In questa stagione fu incluso nel girone A. Chiuse il campionato al 5º posto.

## Divise
| Prima divisa |

## Rosa
| N. |                   | Ruolo | Calciatore          |
| -- | ----------------- | ----- | ------------------- |
|    | Italia (bandiera) | P     | Giuseppe Cavanna    |
|    | Italia (bandiera) | D     | Canali              |
|    | Italia (bandiera) | D     | Mario Zanello       |
|    | Italia (bandiera) | C     | Mario Ardissone     |
|    | Italia (bandiera) | C     | Carlo Degara        |
|    | Italia (bandiera) | C     | Remigio Milano (IV) |
|    | Italia (bandiera) | C     | Antonio Perino      |
|    | Italia (bandiera) | A     | Francesco Ansaldi   |
|    | Italia (bandiera) | A     | Luigi Bajardi (I)   |

| N. |                   | Ruolo | Calciatore          |
| -- | ----------------- | ----- | ------------------- |
|    | Italia (bandiera) | A     | Francesco Borello   |
|    | Italia (bandiera) | A     | Ugo Ceria           |
|    | Italia (bandiera) | A     | Mario Gardini       |
|    | Italia (bandiera) | A     | Francesco Mattuteia |
|    | Italia (bandiera) | A     | Federico Novella    |
|    | Italia (bandiera) | A     | Gino Pensotti       |
|    | Italia (bandiera) | A     | Angelo Piccaluga    |
|    | Italia (bandiera) | A     | Guido Rossi         |
|    | Italia (bandiera) | A     | Carlo Villa         |

## Statistiche

### Statistiche di squadra
| Competizione                   | Punti | Totale | Totale | Totale | Totale | Totale | Totale |
| Competizione                   | Punti | G      | V      | N      | P      | Gf     | Gs     |
| ------------------------------ | ----- | ------ | ------ | ------ | ------ | ------ | ------ |
| Divisione Nazionale - girone A | 20    | 18     | 7      | 6      | 5      | 27     | 22     |